# Lijmsemantiek
De lijmsemantiek (Engels: glue semantics) is een taalkundige theorie met betrekking tot de wisselwerking tussen syntaxis en semantiek, die aan het begin van de 21e eeuw op basis van de lineaire logica werd ontwikkeld. Het idee is dat de lineaire logica bepaalde instructies (meaning constructors) bevat die helpen bij het combineren (het zogenaamde lijmen) van afzonderlijke constituenten tot een semantisch correcte zin. 
De lijmsemantiek vormt een subdiscipline binnen de lexicale functionele grammatica.